# Fabian Villmeter
Fabian Dennis Villmeter (* 29. Mai 1980 in Hofheim am Taunus) ist ein deutscher Basketballtrainer.

## Laufbahn
Villmeters Heimatverein ist der TV Hofheim. Aufgrund eines Knorpelschadens im Knie beendete er seine Spielerkarriere früh und wurde Trainer. 1998 wechselte er von Hofheim zum TV 1862 Langen, wo er Jugendmannschaften und später auch die zweite Herrenmannschaft der „Giraffen“ trainierte. Im Zeitraum von 2002 bis 2006 absolvierte Villmeter an der Fernuniversität Hagen sowie an der Fachhochschule Wiesbaden ein Studium im Fach Betriebswirtschaftslehre, nachdem er zuvor bereits eine Ausbildung zum Industriekaufmann gemacht hatte. Zwischen 2004 und 2006 war er zusätzlich zu seinen Aufgaben in Langen Auswahltrainer des Hessischen Basketball Verbandes.
Vor der Saison 2008/09 wurde er Cheftrainer von Langens Herrenmannschaft, die er zwei Jahre lang in der 2. Bundesliga ProA und nach dem Abstieg ab 2010/11 bis 2012 in der 2. Bundesliga ProB betreute. Daneben war er ab 2008 bis 2015 sportlicher Leiter des Basketball-Teilzeit-Internats Langen.
Ab Sommer 2011 nahm Villmeter, der seit 2007 die A-Trainerlizenz des Deutschen Basketball Bundes besitzt, am Trainerausbildungsprogramm des europäischen Basketballverbandes teil und erhielt im Juli 2013 die FIBA-Trainerlizenz.
Nachdem er seine Aufgabe als Herrentrainer in Langen 2012 abgegeben hatte, widmete er sich wieder völlig der Arbeit im Jugendbereich. In der Saison 2012/13 war er Trainer der U16-Mannschaft der „Giraffen“ in der Jugend-Basketball-Bundesliga und führte sie ins Finalturnier um die deutsche Meisterschaft, also unter die besten vier Mannschaften des Landes. Von 2013 bis 2015 wirkte er als Trainer der U19-Mannschaft in der Nachwuchs-Basketball-Bundesliga: Unter seiner Leitung qualifizierte sich die Mannschaft für die NBBL-Endrunde um die Deutsche Meisterschaft und schied dort im Halbfinale gegen den späteren Titelgewinner Alba Berlin aus. Villmeter wurde anschließend als bester NBBL-Trainer des Spieljahres 2013/14 ausgezeichnet. Nach dem Ende der Saison 2014/15 verließ Villmeter Langen, während seiner Zeit in dem hessischen Verein förderte er unter anderem spätere Bundesliga- und Nationalspieler wie Robin Benzing, Patrick Heckmann und Philipp Neumann.
Im Mai 2015 wurde Villmeter als neuer Cheftrainer des Zweitligisten FC Baunach, der Nachwuchsfördermannschaft des Bundesligisten Brose Bamberg, vorgestellt. Ende Dezember 2017 wurde Villmeter in Baunach freigestellt. Zum Zeitpunkt der Trennung stand die Mannschaft mit einem Sieg und 14 Niederlagen auf dem letzten Platz der 2. Bundesliga ProA. Zum Juli 2022 wechselte er zu den Hamburg Towers und wurde dort für die Weiterentwicklung der Leistungsstrukturen, die Förderung von Spielern aus dem eigenen Nachwuchs und deren Heranführung an die Bundesligamannschaft zuständig. Im Januar 2023 wurde Villmeter mit der Entlassung von Raoul Korner und der Beförderung von Benka Barloschky zum Cheftrainer zusätzlich Assistenztrainer der Hamburger in der Bundesliga. Villmeter übernahm Mitte Februar 2025 in der Nachwuchsabteilung der Hamburger übergangsweise das Traineramt der U16-Mannschaft in der Jugend-Basketball-Bundesliga.

### Nationalmannschaft
2013 war Villmeter Assistenztrainer der deutschen U15-Nationalmannschaft, 2014 und 2015 gehörte er als Co-Trainer zum Stab der deutschen U16-Auswahl und nahm an den Europameisterschaften 2014 und 2015 teil. 2016 war er Assistenztrainer der U20-Nationalmannschaft, unter anderem bei der EM in Finnland, wo die Deutschen das Halbfinale erreichten. Ab Sommer 2018 arbeitete Villmeter als Co-Trainer in Deutschlands A-Nationalmannschaft, als solcher war er zuletzt 2021 tätig. Zum 1. Oktober 2018 wurde er beim Deutschen Basketball-Bund als hauptamtlicher Nachwuchs-Bundestrainer eingestellt. Zu seinen Aufgabenbereich gehörten allen voran die Talentsichtung und -entwicklung in den Altersstufen U15 und U16. Er blieb bis Ende April 2022 im Amt.